# Шламові води
Шламові води — води збагачувальних фабрик з великим вмістом шламу.

## Загальний опис
З кожним циклом циркуляції зворотна технологічна вода збагачувальних фабрик змінює свою густину та в'язкість внаслідок засмічення вугільним шламом, що не тільки погіршує умови транспортування, але й негативно впливає на глибину та якість збагачення.
Нормальне ведення технологічного процесу гравітаційного збагачення здійснюється при вмісті твердих частинок у зворотній воді не більше, як 50 г/л для глинистих шламів і 80 — 100 г/л для малоглинистих. Збільшення цього показника з 160 до 350 г/л призводить до підвищення вологості вугільного концентрату на 5 %, з одночасним збільшенням зольності на 1,0 — 2,0 %.
Швидкість осаджування шламових частинок у воді з вмістом твердого матеріалу 200—250 г/л зменшується у 3 — 3,5 рази у порівнянні з циркуляційною водою, яка вміщує 50 — 100 г/л осідаючих частинок крупністю 125—150 мкм та в 4 — 10 разів — при крупності 12 — 50 мкм.
На вуглезбагачувальних фабриках застосовують різні схеми прояснення шламових вод, які включають як самопливний гідротранспорт так і напірний. Прояснення технологічної води та складування відходів збагачення здійснюється у муло- та шламонакопичувачах, які розташовують головним чином у балках та байраках і огороджують з одного або кількох боків захисними дамбами. Місткість шламонакопичувачів від 1 до 10 млн м3, термін експлуатації не менше 10 — 25 років.
Для скидання проясненої води шламонакопичувачі обладнують у залежності від площі дзеркала прояснення зливними колодязями та донними водоскидами. Прояснену у відповідності до санітарних норм (до 30 г/л) воду скидають у водойми громадського використання або повертають у зворотний цикл збагачувальної фабрики. Накопичення великого об'єму води у шламонакопичувачі є небажаним через загрозу руйнування дамб та обвалувань.
Перекачування відходів до шламонакопичувачів, а також повернення проясненої води на фабрику здійснюють за допомогою промислових гідротранспортних систем, обладнаних потужними насосними станціями (з 100—200%-ним резервом) та двома або трьома (одна робоча та одна чи дві резервних) лініями трубопроводів. На випадок замулювання труб передбачають систему промивки їх водою через ревізії, обладнані через 25 — 50 м по всій довжині трубопроводу.